# Oculina tenella
Espèce
Statut CITES
Oculina tenella est une espèce de coraux appartenant à la famille des Oculinidae.